# Альберти, Леон Баттиста
Леон Баттиста Альбе́рти (итал. Leon Battista Alberti; 18 февраля 1404, Генуя — 25 апреля 1472, Рим) — итальянский учёный, гуманист, писатель

, наряду с Филиппо Брунеллески один из зачинателей новой европейской архитектуры и ведущий теоретик искусства итальянского Возрождения.
Альберти первым связно изложил математические основы учения о перспективе. Также внёс существенный вклад в развитие криптографии, предложив в книге 1466 года «Трактат о шифрах» идею многоалфавитного шифра.

## Биография
Родился в Генуе, происходил из знатной флорентийской семьи Альберти (ит.), оказавшейся в изгнании в Генуе. Учился гуманитарным наукам в Падуе и праву в Болонье. В 1428 году закончил Болонский университет, после чего получил должность секретаря у кардинала Альбергати, а в 1432 году — место в папской канцелярии, где прослужил более тридцати лет. В 1462 году Альберти оставил службу в курии и до своей кончины жил в Риме.

## Гуманистическое мировоззрение Альберти
Гармония
Многогранная деятельность Леона Баттиста Альберти — яркий пример универсальности интересов человека эпохи Возрождения. Разносторонне одарённый и образованный, он внёс крупный вклад в теорию искусства и зодчества, в литературу и архитектуру, увлекался проблемами этики и педагогики, занимался математикой и картографией. Центральное место в эстетике Альберти принадлежит учению о гармонии как важной природной закономерности, которую человек должен не только учитывать во всей своей деятельности, но и распространить собственным творчеством на разные сферы своего бытия. Выдающийся мыслитель и талантливый писатель Альберти создал последовательно гуманистическое, противостоящее своей светскостью официальной ортодоксии учение о человеке. Творение себя самим, физическое совершенство — становятся целью, как и духовное.
Человек

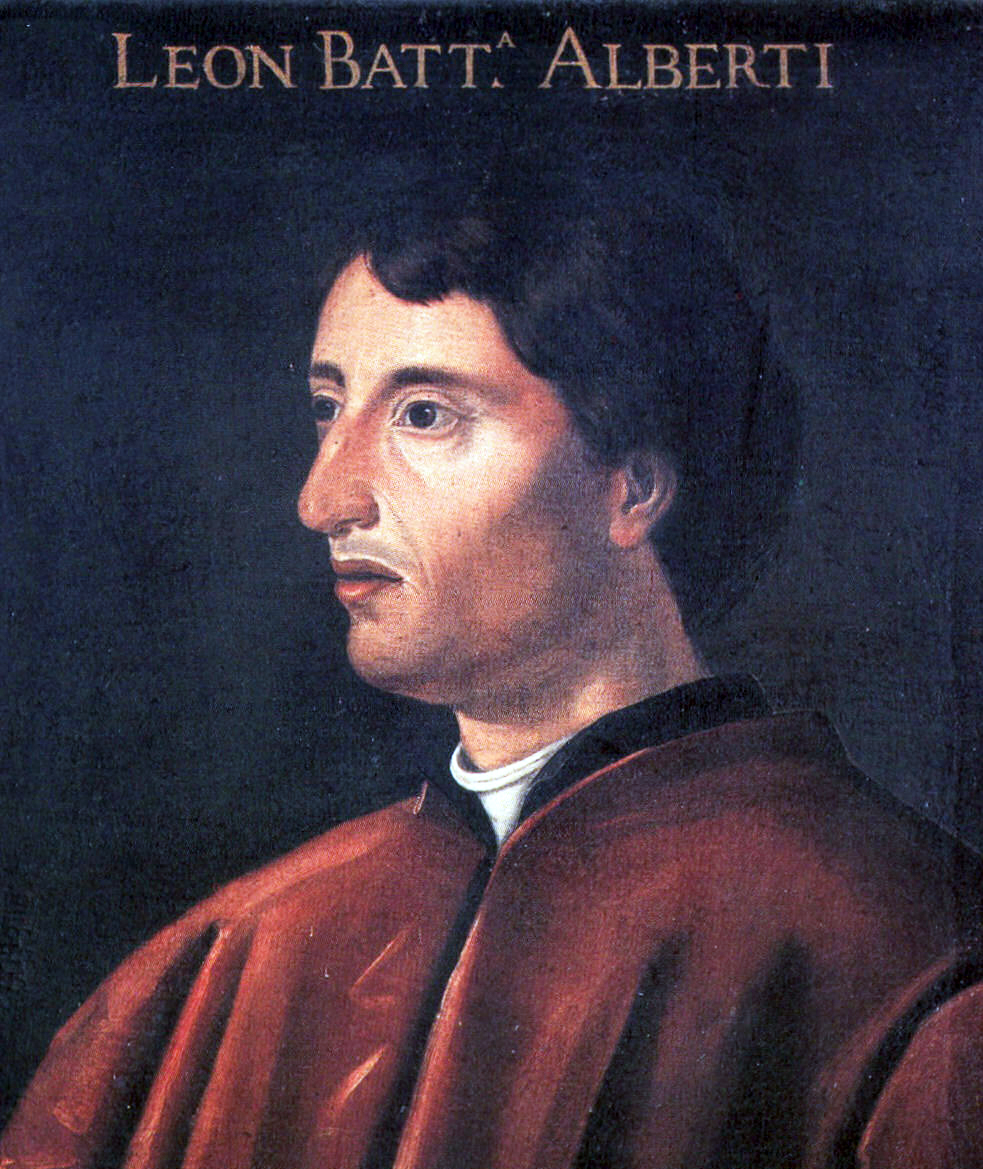
Леон Баттиста Альберти

Идеальный человек, по Альберти, гармонично сочетает силы разума и воли, творческую активность и душевный покой. Он мудр, руководствуется в своих действиях принципами меры, обладает сознанием своего достоинства. Всё это придаёт образу, созданному Альберти, черты величия. Выдвинутый им идеал гармоничной личности оказал воздействие как на развитие гуманистической этики, так и на ренессансное искусство, в том числе в жанре портрета. Именно такой тип человека воплощён в образах живописи, графики и скульптуры Италии того времени, в шедеврах Антонелло да Мессины, Пьеро делла Франческа, Андреа Мантеньи и других крупных мастеров. Многие свои сочинения Альберти писал на вольгаре, что немало способствовало широкому распространению его идей в итальянском обществе, включая среду художников.
Природа, т. е. Бог, вложила в человека элемент небесный и божественный, несравненно более прекрасный и благородный, чем что-либо смертное. Она дала ему талант, способность к обучению, разум — свойства божественные, благодаря которым он может исследовать, различать и познавать, чего должно избегать и чему следовать для того, чтобы сохранить самого себя. К этим великим и бесценным дарам Бог вложил ещё в душу человека умеренность, сдержку против страстей и чрезмерных желаний, а также стыд, скромность и стремление заслужить похвалу. Кроме того, Бог внедрил в людей потребность в твердой взаимной связи, которая поддерживает общежитие, правосудие, справедливость, щедрость и любовь, а всем этим человек может заслужить у людей благодарность и похвалу, а у своего творца — благоволение и милосердие. Бог вложил ещё в грудь человека способность выдерживать всякий труд, всякое несчастье, всякий удар судьбы, преодолевать всяческие затруднения, побеждать скорбь, не бояться смерти. Он дал человеку крепость, стойкость, твердость, силу, презрение к ничтожным мелочам… Поэтому будь убежден, что человек рождается не для того, чтобы влачить печальное существование в бездействии, но чтобы работать над великим и грандиозным делом. Этим он может, во-первых, угодить Богу и почтить его и, во-вторых, приобрести для самого себя наисовершеннейшие добродетели и полное счастье. 
 (Леон Баттиста Альберти)
Творчество и труд
Исходная посылка гуманистической концепции Альберти — неотъемлемая принадлежность человека миру природы, которую гуманист трактует с пантеистических позиций как носительницу божественного начала. Человек, включённый в мировой порядок, оказывается во власти его законов — гармонии и совершенства. Гармонию человека и природы определяет его способность к познаванию мира, к разумному, устремлённому к добру существованию. Ответственность за моральное совершенствование, имеющее как личное, так и общественное значение, Альберти возлагает на самих людей. Выбор между добром и злом зависит от свободной воли человека. Основное предназначение личности гуманист видел в творчестве, которое понимал широко — от труда скромного ремесленника до высот научной и художественной деятельности. Особенно высоко Альберти ценил труд архитектора — устроителя жизни людей, творца разумных и прекрасных условий их существования. В созидательной способности человека гуманист усматривал его главное отличие от мира животных. Труд для Альберти — не наказание за первородный грех, как учила церковная мораль, а источник душевного подъёма, материальных благ и славы. «В праздности люди становятся слабыми и ничтожными», к тому же лишь сама жизненная практика раскрывает великие возможности, заложенные в человеке. «Искусство жить постигается в деяниях», — подчёркивал Альберти. Идеал активной жизни роднит его этику с гражданским гуманизмом, но есть в ней и немало особенностей, позволяющих характеризовать учение Альберти как самостоятельное направление в гуманизме.
Семья
Важную роль в воспитании человека, энергично приумножающего честным трудом свои собственные блага и блага общества и государства, Альберти отводил семье. В ней он видел основную ячейку всей системы общественных порядков. Гуманист уделял много внимания семейным устоям, особенно в написанных на вольгаре диалогах «О семье» и «Домострой». В них он обращается к проблемам воспитания и начального образования подрастающего поколения, решая их с гуманистических позиций. Он определяет принцип взаимоотношений между родителями и детьми, имея в виду главную цель — укрепление семьи, её внутреннюю гармонию.
Семья и общество

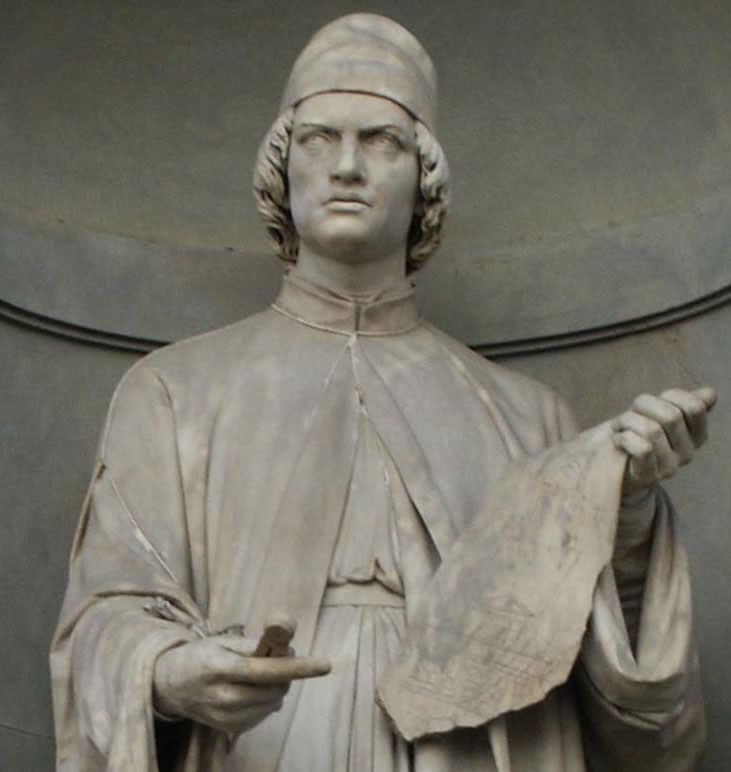
Статуя Альберти во дворе Уффици

В экономической практике времени Альберти важную роль играли семейные торгово-промышленные и финансовые компании, в этой связи семья рассматривается гуманистом и как основа хозяйственной деятельности. Путь к благосостоянию и богатству семьи он связывал с разумным ведением хозяйства, с накопительством, основанным на принципах бережливости, рачительной заботой о делах, трудолюбием. Нечестные методы обогащения Альберти считал недопустимыми (отчасти расходясь в этом с купеческой практикой и менталитетом), ибо они лишают семью доброй репутации. Гуманист ратовал за такие отношения индивида и общества, при которых личный интерес согласуется с интересами других людей. Однако в отличие от этики гражданского гуманизма, Альберти полагал возможным в определённых обстоятельствах ставить интересы семьи выше сиюминутной общественной пользы. Он, например, признавал допустимым отказ от государственной службы ради сосредоточения на хозяйственной работе, поскольку в конечном счете, как полагал гуманист, благосостояние государства зиждется на прочных материальных устоях отдельных семейств.
Общество
Само общество Альберти мыслит как гармоничное единство всех его слоёв, которому должна способствовать деятельность правителей. Обдумывая условия достижения социальной гармонии, Альберти в трактате «О зодчестве» рисует идеальный город, прекрасный по рациональной планировке и внешнему облику зданий, улиц, площадей. Вся жизненная среда человека устроена здесь так, чтобы она отвечала потребностям личности, семьи, общества в целом. Город разделен на различные пространственные зоны: в центре расположены здания высших магистратур и дворцы правителей, по окраинам — кварталы ремесленников и мелких торговцев. Дворцы высшего слоя общества, таким образом, пространственно отделены от жилищ бедноты. Этот градостроительный принцип должен, по мнению Альберти, предотвратить пагубные последствия возможных народных волнений. Для идеального города Альберти характерно, однако, равное благоустройство всех его частей для жизни людей разного социального статуса и доступность всем его обитателям прекрасных общественных зданий — школ, терм, театров.
Воплощение представлений об идеальном городе в слове или изображении было одной из типичных особенностей ренессансной культуры Италии. Проектам таких городов отдали дань архитектор Филарете, учёный и художник Леонардо да Винчи, авторы социальных утопий XVI в. В них отразилась мечта гуманистов о гармонии человеческого общества, о прекрасных внешних условиях, способствующих его стабильности и счастью каждого человека.
Нравственное совершенствование
Как и многие гуманисты, Альберти разделял представления о возможности обеспечить социальный мир путём нравственного совершенствования каждого человека, развития его активной добродетели и творчества. В то же время, будучи вдумчивым аналитиком жизненной практики и психологии людей, он видел «царство человека» во всей сложности его противоречий: отказываясь руководствоваться разумом и знаниями, люди подчас становятся разрушителями, а не созидателями гармонии в земном мире. Сомнения Альберти нашли яркое выражение в его «Моме» и «Застольных беседах», но не стали определяющими для главной линии его размышлений. Ироничное восприятие реальности человеческих деяний, характерное для этих работ, не поколебало глубокой веры гуманиста в творческую мощь человека, призванного обустраивать мир по законам разума и красоты. Многие идеи Альберти получили дальнейшее развитие в творчестве Леонардо да Винчи.

### Литература

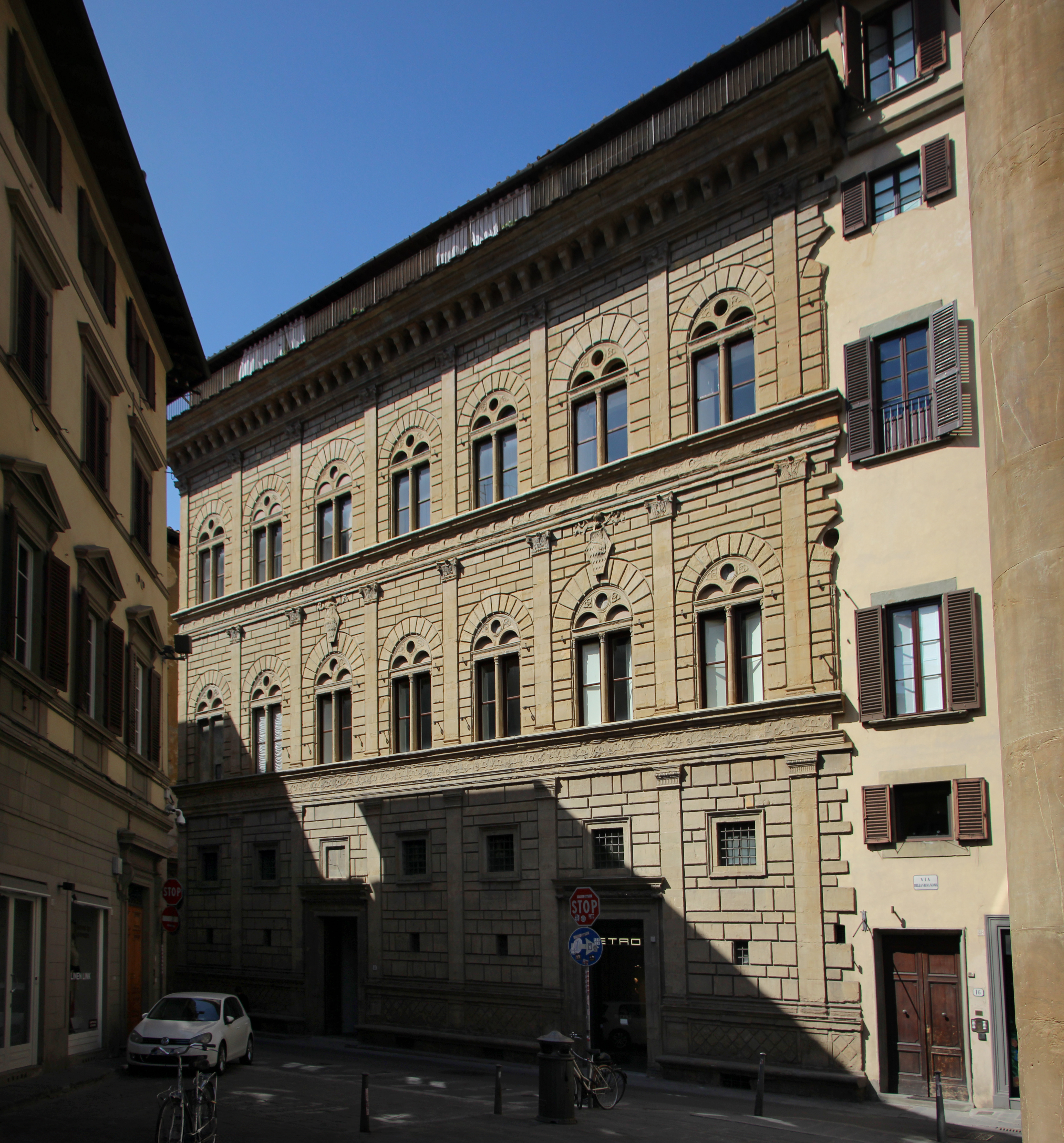
Палаццо Ручеллаи. 1446—1451. Флоренция

## Творчество

### Архитектура

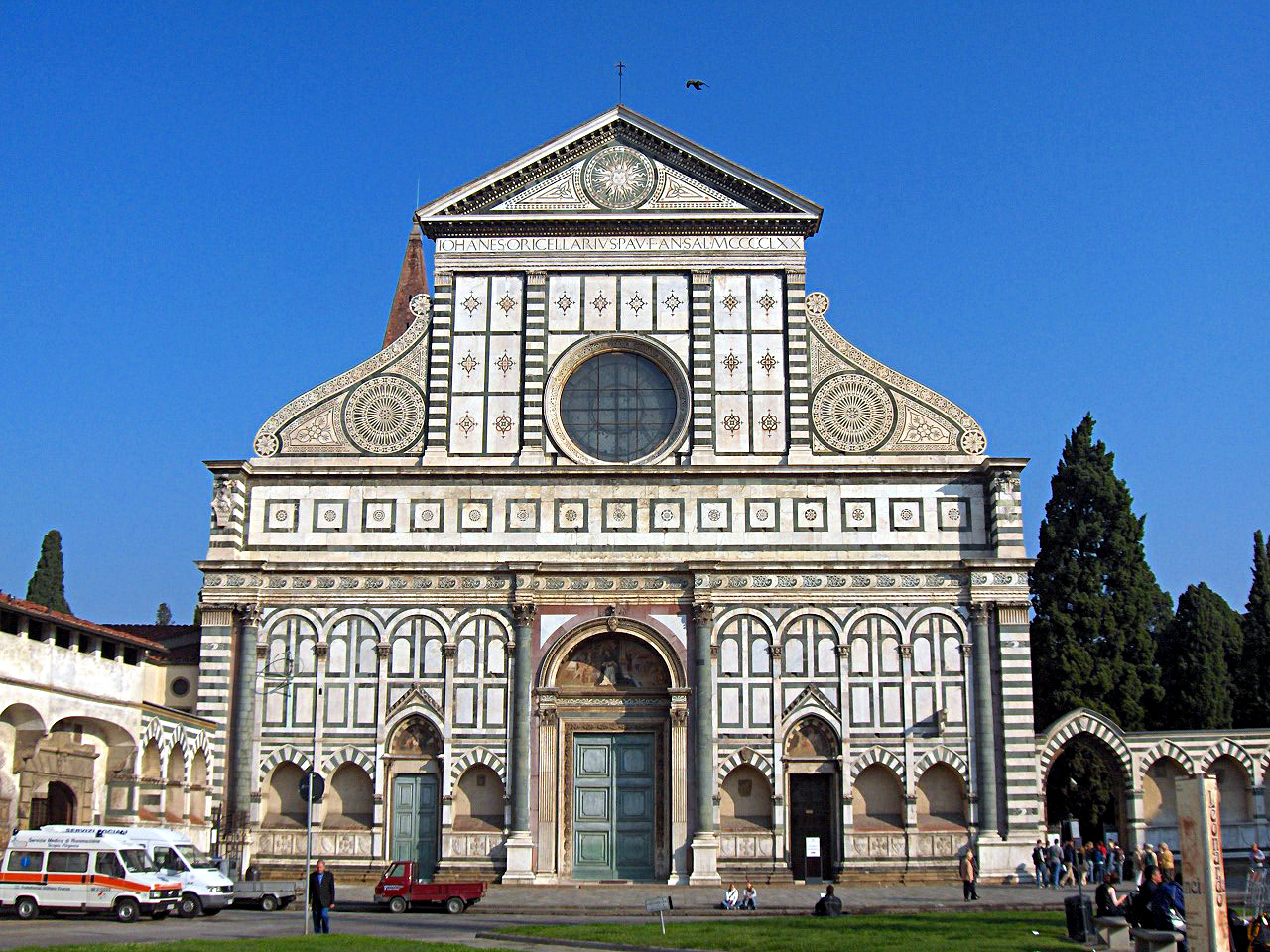
Церковь Санта-Мария-Новелла во Флоренции. Проект фасада Л. Б. Альберти. 1456—1470

Альберти оказал значительное воздействие на формирование архитектуры Итальянского Возрождения. Вслед за Филиппо Брунеллески развивал античные темы и мотивы в ренессансной архитектуре. По его проектам был построен Палаццо Ручеллаи во Флоренции (1446—1451), перестроены церковь Сантиссима-Аннунциата, фасад церкви Санта-Мария-Новелла (1456—1470), церквей Сан-Франческо в Римини, Сан-Себастьяно и Сант-Андреа в Мантуе — здания, определившие основное направление в архитектуре кватроченто.
Однако этим значение его творчества не ограничивается. Положив в основу своего метода контаминирование (воссоедиенние) древнеримских и средневековых итальянских источников, Альберти оказался основателем движения классицизма в западноевропейской архитектуре. В отличие от своего старшего современника Ф. Брунеллески, также флорентийца, Альберти в большей степени опирался на традиции античного Рима.
Следуя канону Витрувия, флорентиец по происхождению, он был по убеждению более римлянином, чем Брунеллески. В. Н. Гращенков отмечал: «В своей теории и практике Альберти исходил из традиций римской античной архитектуры. Оттуда заимствовал он основы для собственного стиля — и в понимании пространственной конструкции, и в понимании ордерной системы. В этом отношении его идеалы решительно отличались от архитектуры Брунеллески, развивавшей конструктивно-художественные принципы тосканского проторенессанса… Альберти был первым зодчим Возрождения, который стал последовательно применять конструктивные приемы римских строителей — столбы, арки, цилиндрические своды и полусферические купола».
Сам Альберти не занимался строительством, по его проектам работали другие. В. П. Зубов, исследователь архитектурной теории Альберти, отмечал: «Мысль Альберти-теоретика шире, богаче и интереснее его практики» и далее пояснял: «Его архитектурная теория оказалась чем-то большим, чем теорией одного лишь раннего флорентинского Ренессанса».

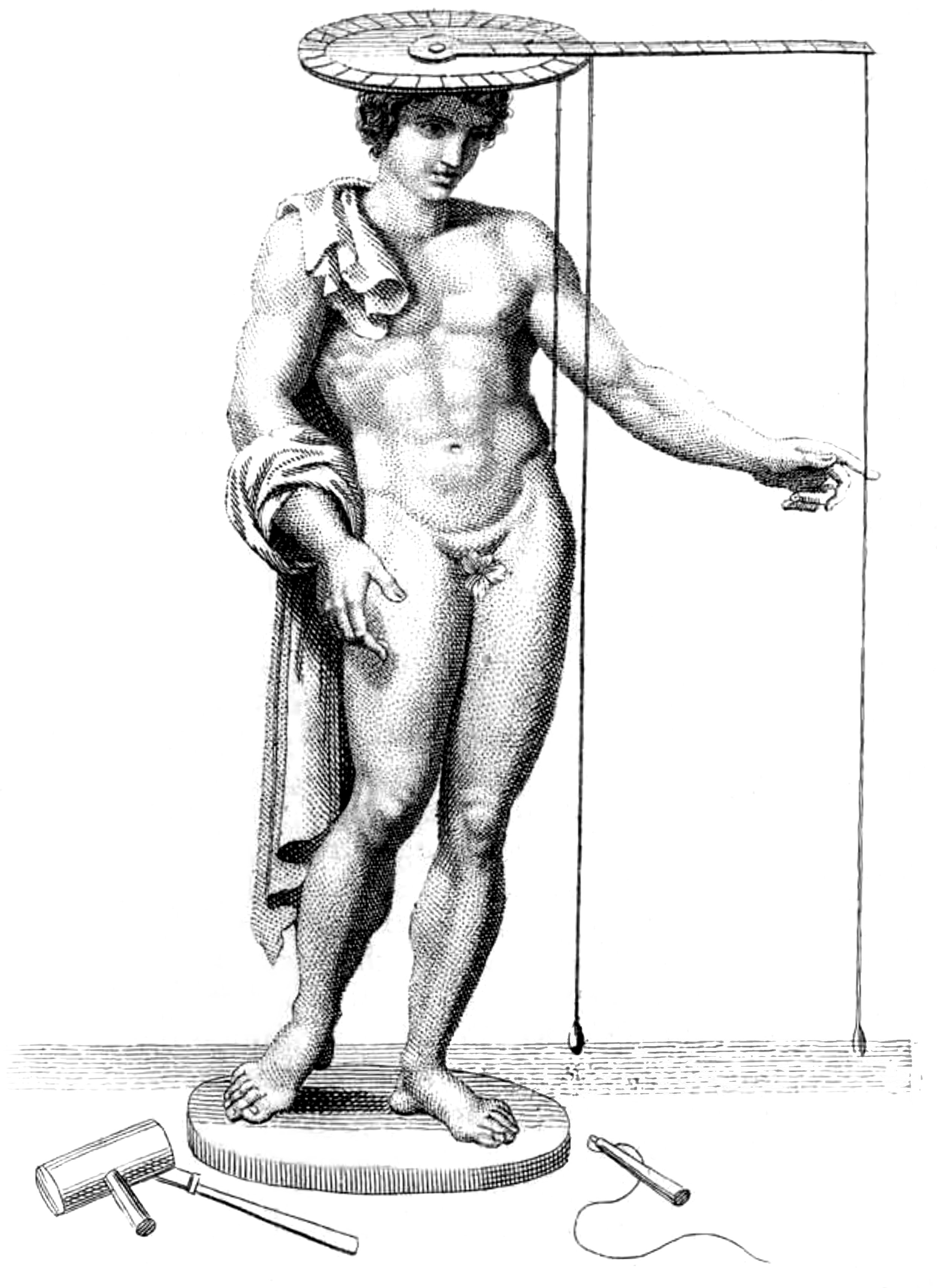
Иллюстрация из книги Альберти «О живописи. О статуе» Издание 1804 г., Милан

В проекте Палаццо Ручеллаи во Флоренции (1446—1451) Альберти «наложил» античный ордер на плоскость стены типично средневекового палаццо, процитировав античный мотив в очень невысоком рельефе, а приёмом сграффито, очертил пилястры глубоким контуром в расчете на игру светотени. Бернардо Росселлино, ученик Брунеллески и исполнитель многих проектов Альберти, в том числе Палаццо Ручеллаи, в постойке Палаццо Пикколомини в Пиэнце на юге Тосканы (1460—1464) повторил удачный прием «графического ордера».
Для фасада церкви Сант-Андреа в Мантуе (проект 1470 г.) Альберти избрал прототипом композицию древнеримской триумфальной арки, дополнив её «большим» (в высоту трёх этажей) «графическим ордером». А в интерьере также многократно обыграл римский мотив арки и кессонного свода. Примечательно, что, оформляя двухъярусной аркадой дворик Палаццо Венеция в Риме, Альберти не использовал новаторский приём Брунеллески, а процитировал древнеримскую «архитектурную ячейку», находящегося в отдалении Колизея, композиция которого «набрана» из подобных ячеек. Так в частном композиционном приёме проявляется связь времен: Античности и Ренессанса.
Оформляя фасад средневековой церкви Санта-Мария-Новелла (1456—1470) во Флоренции в «инкрустационном стиле», Альберти соединил средневековые и ренессансные мотивы в одной композиции композиции, связав их рациональной системой пропорционирования на основе трёх равных квадратов. Этот смелый приём в дальнейшем станет типичным для оформления фасадов римских церквей в стиле барокко. Новаторство Альберти становится очевидным при сравнении его композиции с фасадами иных флорентийских церквей, оформленных в том же инкрустационном стиле.
Наиболее значителен вклад Альберти-теоретика архитектуры. Взамен классической триады Витрувия («прочность, польза, красота») Альберти предлагает новую. Архитектура, по его утверждению, соединяет «необходимость, пользу и приятность». В исследовании В. П. Зубова такое изменение интерпретируется в качестве преобразования физической необходимости (пользы) в духовную потребность (приятность). Альберти определяет понятие архитектурной формы и развивает идею взаимосвязи формы и пространства — прочность создает тектоничность, соразмерность — удобство, гармоничность — красоту. В его теории намечаются столь важные для будущего категориальный (предметный), феноменальный и проектный подходы. Альберти, в отличие от Витрувия, описывает идеальную ситуацию: какими должны быть архитектор и его произведения. В этом заключена суть его теории и нового проектного метода. В. П. Зубов считал, что «научный подход и проектный метод» Альберти заключены в поисках отношений между «сущим и должным, возможным и действительным». Витрувий был строителем, Альберти — учёным. Витрувий написал практическое пособие по строительному делу; Альберти, воспользовавшись отстранением от античной практики в десять столетий, создал контаминацию знаний. Причем не только в архитектуре, но и в других научных трактатах.
В 1485 году был опубликован латинский текст трактата «Десять книг о зодчестве» (De re aedificatoria; создан в 1444—1452 годах; итальянский перевод появился в 1550 году). В 1435—1436 годах — «Три книги о живописи», в 1435 году — трактат «О статуе». В трактате «О статуе» Альберти, опираясь на трактат Витрувия изложил свою теорию гармоничного пропорционирования фигуры человека, так называемую «Экземпеду Альберти».
Классическое определение композиции также сформулировал Альберти в трактате «Три книги о живописи»: «Композиция — это сочинение, выдумывание, изобретение» как «акт свободной художнической воли». Примечательно, что к общему смыслу латинского слова здесь прибавляется усиленный пафосом ренессансной эпохи момент «изобретения, выдумывания», свободы воображения, права художника, как тогда говорили, на «сочинение историй» в противоположность средневековой традиции следования образцам. Предположительно, такое понимание композиции Альберти заимствовал из классической филологии.
Термин «композиция» Альберти относит не к конечному результату, а к самому процессу творчества. Причем композицию Альберти понимает как «живой организм» и как красоту, к которой «нельзя ничего прибавить, ни убавить и в которой ничего нельзя изменить, не сделав хуже». Последнее уточнение имеет частный характер и связано с эстетикой нарождающегося классицизма, стремлением к идеальной, уравновешенной форме произведения искусства. Утверждая главной ценностью искусства не «соединение» заранее известного, а новизну, творческое открытие, Альберти, даже рассуждая о живописи, мыслит как архитектор (в этом отчасти проявилось известное отставание развития живописи от архитектуры в тот исторический период). Он также использует определение «сочетание и сложение тел». Однако акцент Альберти «делает не на завершённой форме, а на процессе её создания. Он не оправдывает работу строителя как Витрувий, а формирует само знание, закономерности композиции как творческого процесса. Альберти рассматривает композицию в качестве проектного метода, раскрывающего последовательность и содержание основных этапов работы. Поэтому все творчество Альберти является фундаментом последующих архитектурных теорий».

### Криптография
Также внёс существенный вклад в развитие криптографии, предложив в книге 1466 года «Трактат о шифрах» идею многоалфавитного шифра, со временем превратившейся в шифр Виженера (уже в XIX веке).